# Iris pseudocapnoides
Iris pseudocapnoides là một loài thực vật có hoa trong họ Diên vĩ. Loài này được Rukans mô tả khoa học đầu tiên năm 2007.